# Globulära proteiner

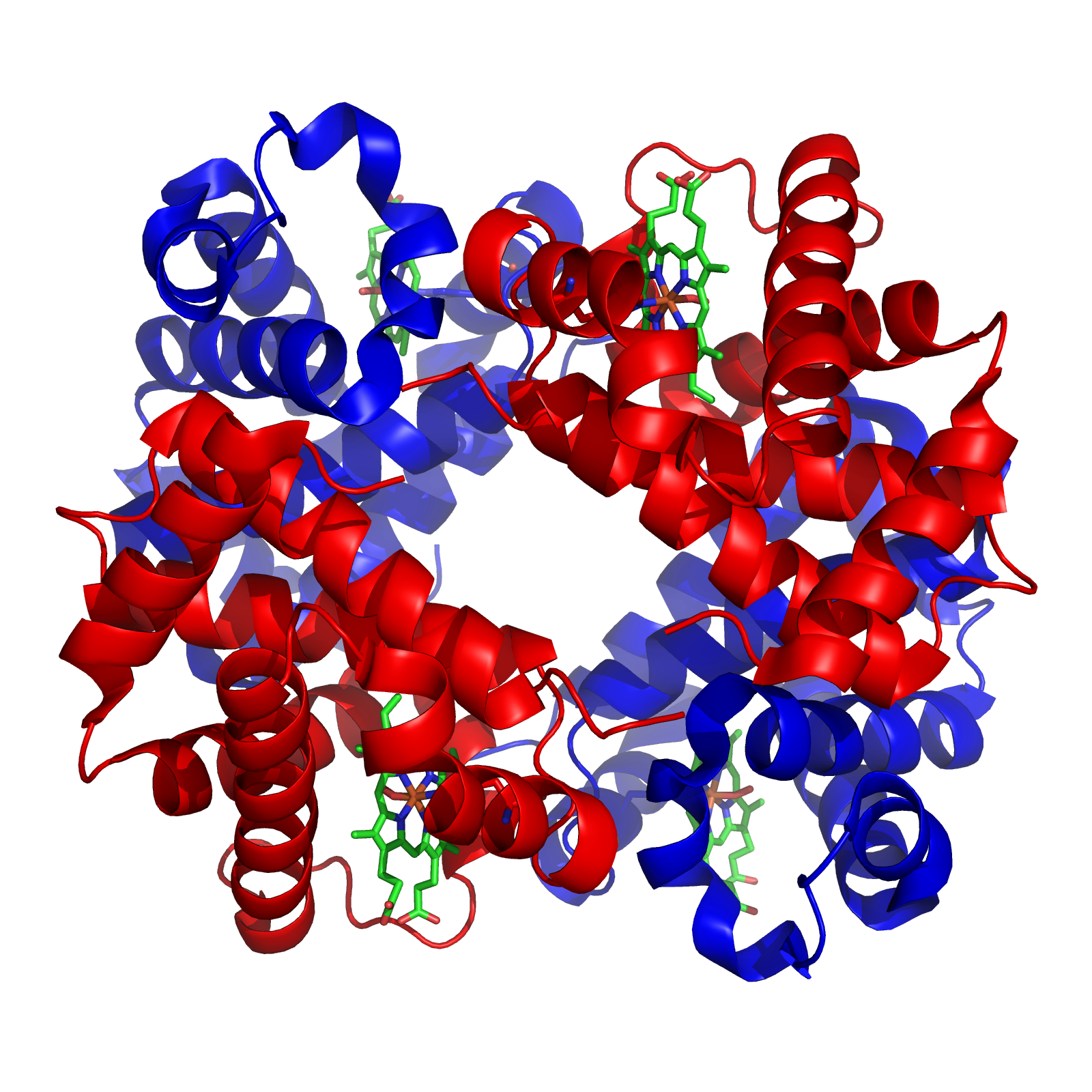
3D-struktur av hemoglobin, ett globulärt protein.

Globulära proteiner (latin: globulus betyder liten boll) är en av proteinets två huvudtyper. Denna består av sfärliknande proteiner som är, mer eller mindre, vattenlösliga. Den här huvudegenskapen hjälper till att skilja dem från fiberproteiner (den andra huvudtypen), vilken är praktiskt taget olöslig.

## Globulär struktur och lösbarhet
Termen globulärt protein är ganska gammal (antagligen från 1800-talet). Den globulära formen av dessa protein kan bestämmas utan moderna tekniska verktyg, genom att använda till exempel ultracentrifug.

## Strukturer
Det finns fyra olika strukturnivåer hos globulära proteiner:
- Primärstruktur - anger aminosyrasekvensen
- Sekundärstruktur - anger aminosyraresternas läge i förhållande till sina närmaste grannar
- Tertiärstruktur - anger hela peptidkedjans veckning
- Kvartärstruktur - anger hur flera olika polypeptidmolekyler bildar ett protein

Denna indelning skapades av Kaj Ulrik Linderstrøm-Lang.